# Odetta Sings
Odetta Sings to album Odetty wydany w roku 1970.

## Utwory
| 1.  | Take Me to the Pilot (Elton John, Bernie Taupin) | 2:53  |
|     |                                                  |       |
| 2.  | Mama Told Me (Not to Come) (Randy Newman)        | 2:53  |
|     |                                                  |       |
| 3.  | Every Night (Paul McCartney)                     | 3:02  |
|     |                                                  |       |
| 4.  | Hit or Miss (Odetta Gordon)                      | 2:52  |
|     |                                                  |       |
| 5.  | Give a Damn (Bob Dorough, Stu Scharf)            | 3:08  |
|     |                                                  |       |
| 6.  | My God and I (Buckly Wilkin)                     | 4:28  |
|     |                                                  |       |
| 7.  | Lo and Behold (James Taylor)                     | 2:58  |
|     |                                                  |       |
| 8.  | Bless the Children (Don Cooper)                  | 2:24  |
|     |                                                  |       |
| 9.  | No Expectations (Mick Jagger, Keith Richards)    | 3:25  |
|     |                                                  |       |
| 10. | Movin' It On (Odetta Gordon)                     | 2:32  |
|     |                                                  |       |
|     |                                                  | 30:35 |
|     |                                                  |       |